# Йиглавские горы
Йиглавские горы или Яворжицкая возвышенность (чеш. Jihlavské vrchy) — горный хребет в Чехии и частично на территории Австрии. Представляет собой юго-западную часть Чешско-Моравской возвышенности.
Высочайшая вершина хребта — гора Яворжице (837 м). Горы сложены главным образом гранитами и гнейсами. Изрезаны густой сетью рек системы Моравы и Влтавы. На склонах произрастают хвойные леса из ели, нижние части склонов используются как пашни. Имеются месторождения цветных и драгоценных металлов.